# Бесагаський сільський округ (Жамбильський район)
Бесага́ський сільський округ (каз. Бесағаш ауылдық округі, рос. Бесагашский сельский округ) — адміністративна одиниця у складі Жамбильського району Жамбильської області Казахстану. Адміністративний центр — село Бесагаш.
Населення — 6879 осіб (2021; 6012 у 2009, 5457 у 1999, 5201 у 1989).
Станом на 1989 рік існували Бесагаська сільська рада (села Бесагаш, Колькайнар) та Турксібська сільська рада (село Турксіб), з 1993 року Бесагаський сільський округ та Турксібська сільська адміністрація. 1997 року Турксібська сільська адміністрація була ліквідована. Також село Колькайнар було передане до складу Колькайнарського сільського округу. 2019 року до складу сільського округу була включена територія площею 1,75 км² земель державного земельного фонду.

## Склад
До складу округу входять такі населені пункти:
| Населений пункт | Старі назви | Населення, осіб (1989) | Населення, осіб (1999) | Населення, осіб (2009) | Населення, осіб (2021) |
| --------------- | ----------- | ---------------------- | ---------------------- | ---------------------- | ---------------------- |
| Бесагаш, село   | -           | 2500                   | 2523                   | 2496                   | 2921                   |
| Турксіб, село   | -           | 2701                   | 2934                   | 3516                   | 3958                   |